# Adicella eurynome
Adicella eurynome är en nattsländeart som beskrevs av Schmid 1994. Adicella eurynome ingår i släktet Adicella och familjen långhornssländor. Inga underarter finns listade i Catalogue of Life.